# Бавастро, Хулио
Хулио Бавастро (исп. Julio Bavastro; 7 апреля 1894, Пайсанду — 28 января 1918, Галлио, Венеция) — уругвайский и итальянский футболист, игравший на позиции нападающего. В 1910-е годы выступал в чемпионате Италии.

## Карьера
В 1910 году Бавастро стал игроком итальянского клуба «Милан». Его дебют в Серии А состоялся 27 ноября в матче против «Дженоа» (поражение 0:3). За красно-чёрных уругваец играл до 1913 года, за 3 сезона провёл лишь 37 матчей, в которых забил 4 гола. Его последняя игра за дьяволов была 6 апреля 1913 года против «Виченцы» (поражение дьяволов 0:3).
В 1913 году Бавастро перешёл в другую миланскую команду — «Интернационале». Уругваец дебютировал в составе нового клуба 12 октября во встрече с «Комо». Впервые он отметился голом 22 февраля 1914 года в миланском дерби, когда чёрно-синие одержали победу 5:2. За два сезона Джулио в составе «Интера» принял участие в 41 игре и забил 10 мячей.

## Война
В начале Первой мировой войны Бавастро был призван в армию. 28 января 1918 года он погиб в ходе боёв в Галлио. Награждён медалью «За воинскую доблесть»